# CTCP
CTCP (Client to client protocol) е вид IRC протокол за комуникация между отделните IRC клиенти (клиент до клиент). Под клиент трябва да се разбира програмата използвана за връзка в IRC (това най-често е mIRC). При CTCP заявка от страна на единия клиент, другия клиент е настроен да направи нещо в отговор и го изпълнява.
За да се използва CTCP e задължително да се укаже какво се иска иот другия клиент.

 Version заявката е най-разпространената в CTCP.
Пример Иван подава CTCP version заявка до Мария. Клиента на Мария ще върне версията на irc клиента.